# Tournoi de tennis d'Omaha
Le tournoi d'Omaha (Nebraska, États-Unis) est un tournoi de tennis professionnel masculin du circuit ATP.
Il a été organisé de 1972 à 1974 sur surface dure.

## Palmarès messieurs

### Simple
| No | Date       | Nom et lieu du tournoi | Catégorie | Dotation | Surface    | Vainqueur    | Finaliste     | Score         |  |
| -- | ---------- | ---------------------- | --------- | -------- | ---------- | ------------ | ------------- | ------------- |  |
| 1  | 01-02-1972 | , Omaha                |           | NC $     | Dur (ext.) | Ilie Năstase | Ion Țiriac    | 2-6, 6-0, 6-1 |  |
| 2  | 24-01-1973 | , Omaha                |           | NC $     | Dur (ext.) | Ilie Năstase | Jimmy Connors | 5-0, ab.      |  |
| 3  | 27-01-1974 | , Omaha                |           | NC $     | Dur (ext.) | Karl Meiler  | Jimmy Connors | 6-3, 1-6, 6-1 |  |

### Double
| No | Date       | Nom et lieu du tournoi             | Catégorie                          | Dotation                           | Surface                            | Vainqueurs                         | Finalistes                         | Score                              |                                    |
| -- | ---------- | ---------------------------------- | ---------------------------------- | ---------------------------------- | ---------------------------------- | ---------------------------------- | ---------------------------------- | ---------------------------------- | ---------------------------------- |
|    | 01-02-1972 | Pas de tableau de double messieurs | Pas de tableau de double messieurs | Pas de tableau de double messieurs | Pas de tableau de double messieurs | Pas de tableau de double messieurs | Pas de tableau de double messieurs | Pas de tableau de double messieurs | Pas de tableau de double messieurs |
| 1  | 24-01-1973 | , Omaha                            |                                    | NC $                               | Dur (ext.)                         | William Brown Mike Estep           | Jimmy Connors Juan Gisbert         | Forfait                            |                                    |
| 2  | 27-01-1974 | , Omaha                            |                                    | NC $                               | Dur (ext.)                         | Jürgen Fassbender Karl Meiler      | Ian Fletcher Kim Warwick           | 6-2, 6-4                           |                                    |